# Arakýnthos
Le dème d'Arakýnthos, en grec moderne : Δήμος Αρακύνθου / Dímos Arakýnthou, est un ancien dème du district régional d'Étolie-Acarnanie en Grèce. En 2010, il est fusionné au sein du dème d'Agrínio.
Selon le recensement de 2011, la population du dème compte 4 977 habitants.